# Renato Emílio
Renato Dutra e Melo Emílio (Rio de Janeiro, 12 de maio de 1955) é um arqueiro brasileiro, medalhista pan-americano e com quatro participações olímpicas.

## Carreira
É o arqueiro brasileiro com o maior número de participações em Jogos Olímpicos (1980, 1984, 1988 e 1992).
É filho de Renato Joaquim Emílio, que foi um dos pioneiros do tiro com arco no Brasil e primeiro atirador da modalidade a ganhar uma competição internacional, em 1972, e pai de Fábio Emílio, que competiu pelo Brasil nos Jogos Pan-Americanos de Guadalajara em 2011, e que conquistou o 17º lugar no individual e 6º lugar por equipe.
Nos Jogos Pan-Americanos de 1983, em Caracas, foi duas vezes medalhista de bronze, nas modalidades de recurvo 70m e no individual.
Renato possui mais de 26 títulos nacionais em diversas categorias (indoror, outdoor e Fields). 
É Casado com Léa, sua companheira há 40 anos, e possui dois filhos e quatro cachorros.
Hoje se dedica mais a projetos sociais, formando futuros atletas, bem como a Coaching de atletas de ponta no Tiro Com Arco, sua Verdadeira Paixão.